# カール・エミール・フランツォース
カール・エミール・フランツォース（Karl Emil Franzos、1848年10月25日 - 1904年1月28日）は、オーストリアの作家、出版者。
ウクライナのユダヤ人の家系に生まれる。チェルニフチのギムナジウムに通い、その後ウィーン大学とグラーツ大学で法学を学んだが中途退学、ジャーナリストとなって南ヨーロッパ、アジア、エジプトなど広範な地域を訪れた。彼の初期の著作『Aus Halb-Asien, Land and Leute des ostlichen Europas 』（1876年）や 『Die Juden von Barnow』（1877年）は、西南ヨーロッパの人々の文化習俗を生き生きと描いている。 1877年にウィーンにもどり、1884年から1904年にかけて絵新聞を発行した。1887年からベルリンに移り、ここで『Deutsche Dichtung』の定期刊行を行なった。
フランツォースは1875年、遺族のほかには誰にも知られないまま判読不可能になっていたゲオルク・ビューヒナーの戯曲『ヴォイツェック』の草稿を化学処理によって復元し初めて出版した。1879年に『ヴォイツェック』をふくむビューヒナーの著作全集を出版、これをきっかけにビューヒナーの再評価が進むこととなった。

## 関連文献
- 伊狩裕「カール・エーミール・フランツォースとウクライナ」『言語文化』第9巻第1号、同志社大学言語文化学会、2006年10月、1-47頁、ISSN 13441418、2024年3月3日閲覧。